# Libro delle Lamentazioni
Il Libro delle Lamentazioni (ebraico Qinot, lamenti funebri; greco Θρήνοι, thrénoi, "lamenti"; latino Lamentationes) è un testo contenuto nella Bibbia ebraica (Tanakh) e cristiana.
È scritto in ebraico e la redazione del libro è avvenuta in Giudea poco dopo la distruzione di Gerusalemme (587 a.C.). L'autore è stato tradizionalmente identificato col profeta Geremia, ma oggi vi è un generale accordo su due punti:  (1) Il libro probabilmente non ha nessuna connessione col profeta Geremia; (2) Il libro è stato scritto per rispondere agli eventi successi alla conquista di Gerusalemme da parte dei Babilonesi nel 586 a.C.
È composto da 5 capitoli contenenti vari inni poetici descriventi la desolazione di Gerusalemme distrutta, vista come un castigo divino per i peccati degli Ebrei.

## Caratteristiche
Questo libro è composto da cinque poemi lirici, suddivisi in altrettanti capitoli. Il primo, il secondo ed il quarto sono acrostici (ogni verso inizia con una delle 22 lettere dell'alfabeto ebraico in ordine). 
Descrive il grande dolore causato per l'assedio, la cattura e la distruzione di Gerusalemme ad opera di Nabucodonosor, re di Babilonia.
Questo libro esprime la pena profonda alla vista della desolazione, della miseria, della confusione, della fame: tutte espressioni del castigo divino per i peccati del popolo, dei profeti e dei sacerdoti. Il libro termina tuttavia con una nota di speranza.

## Riassunto
Il primo poema descrive Gerusalemme come una principessa abbandonata, punita a causa dell'abbondanza delle sue trasgressioni. Ella ha perso il suo splendore ed i suoi avversari si inorgogliscono per la sua caduta. Conclude allora dicendosi: 

Nel secondo poema Geremia dice, ad esempio: 

e descrive le atrocità dell'assedio, della carestia e della morte, concludendo: 
Il terzo poema annuncia la speranza di Sion nella misericordia divina.
Il quarto poema deplora la gloria passata del tempio di Gerusalemme, al momento distrutto.

L'ultimo poema inizia con una supplica nella quale si domanda a Dio di ricordarsi del suo popolo. Sono i loro antenati che hanno peccato ed è il loro castigo che il popolo deve oggigiorno portare. Umilmente essi implorano: